# Litovski muzej starodavnega čebelarstva
Litovski muzej starodavnega čebelarstva ( Senovinės bitininkystės muziejus ), ustanovljen leta 1984 blizu Stripeikiaija v severovzhodni Litvi, prikazuje zgodovino čebelarstva na tem območju. Muzej, ki je del nacionalnega parka Aukštaitija, je ustanovil čebelar Bronius Kazlas.
Od leta 2006 je muzej sestavljalo šest zgradb, približno 500 razstav in 25 kipov. Nekatere muzejske lesene skulpture poleg ilustracije zgodovine čebelarstva v Litvi vsebujejo tudi čebelje panje in bogato nabor virov o starodavnem čebelarstvu, tudi v Egiptu. Muzej je odprt od maja do oktobra. Avgusta poteka festival medene trgatve, v muzeju pa je tudi "medeni bar". Leta 2015 so muzej prenovili. 
Prikazi vključujejo panje s steklenimi stranicami, ki obiskovalcem omogočajo opazovanje čebel pri delu, zbirke orodij in ilustracije vloge, ki jo imajo čebele pri opraševanju . V pestro paleto panjev sodijo številna debla, ki so bila v uporabi od 15. stoletja do začetka 20. stoletja.
Muzej želi predstaviti čebelarstvo novim generacijam mladih Litovcem, pa tudi turistom in radovednim bežnim opazovalcem, ki lahko okusijo medene izdelke.

Čebela je v Litvi simbol prijateljstva; beseda bičiulis je ljubkovalna oblika nagovora. 